# Свята Анголи
Свята Анголи:

## Список
- 1 січня: Новий Рік
- 4 січня: День Мучеників (річниця повстання проти португальських колонізаторів, 1961)
- рухома дата в лютому-березні — Карнавал
- 8 березня: Міжнародний жіночий день
- 4 квітня: Річниця підписання перемир'я в громадянській війні (2002)
- 1 травня: День праці
- 25 травня: День Африки
- 1 червня: День захисту дітей
- 17 вересня: День Національних Героїв
- 2 листопада: День всіх душ
- 11 листопада: День національної незалежності (1975)
- 25 грудня: Різдво